# Libellula pontica
Libellula pontica là một loài chuồn chuồn ngô thuộc họ Libellulidae. Nó được tìm thấy ở Armenia, Iran, Iraq, Israel, Jordan, Kyrgyzstan, Syria, và Thổ Nhĩ Kỳ. Các môi trường sống tự nhiên của chúng là đầm lầy, đầm nước ngọt, ao, và kênh đào và mương rãnh. Nó bị đe dọa do mất môi trường sống.